# Struthanthus involucratus
Struthanthus involucratus är en tvåhjärtbladig växtart som beskrevs av Carlos Toledo Rizzini. Struthanthus involucratus ingår i släktet Struthanthus och familjen Loranthaceae. Inga underarter finns listade i Catalogue of Life.